# Mitlenatch Island Nature Park
Mitlenatch Island Nature Park är en park i Kanada.   Den ligger i provinsen British Columbia, i den sydvästra delen av landet, 3 700 km väster om huvudstaden Ottawa. Mitlenatch Island Nature Park ligger 38 meter över havet. Den ligger på ön Mitlenatch Island.
Terrängen runt Mitlenatch Island Nature Park är platt. Närmaste större samhälle är Campbell River, 18,8 km väster om Mitlenatch Island Nature Park. 